# Gammel (Rijkevorsel)

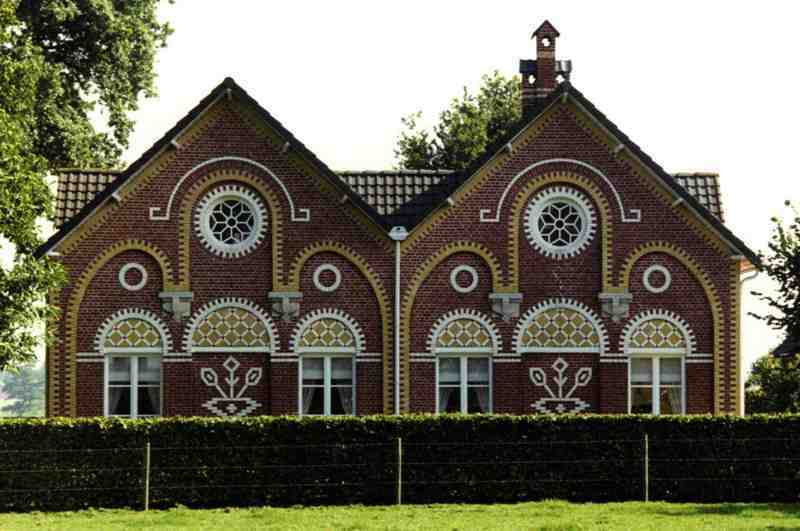
Industriegebouw

Gammel is een gehucht in de Antwerpse gemeente Rijkevorsel.
Het gehucht ontstond vooral na 1842, toen de (huidige) N14 werd aangelegd tussen Rijkevorsel en Hoogstraten. Voordien liep de route van Oostmalle naar Hoogstraten buiten Rijkevorsel om via het gehucht Kleine Gammel en het Domein De Hees.
Het Industriegebouw Wijnhof werd in 1911 ten noorden van Gammel gebouwd als wijnopslagplaats en -bottelarij. Het opvallende gebouw werd uitgevoerd in eclectische stijl.